# Dolly Pentreath

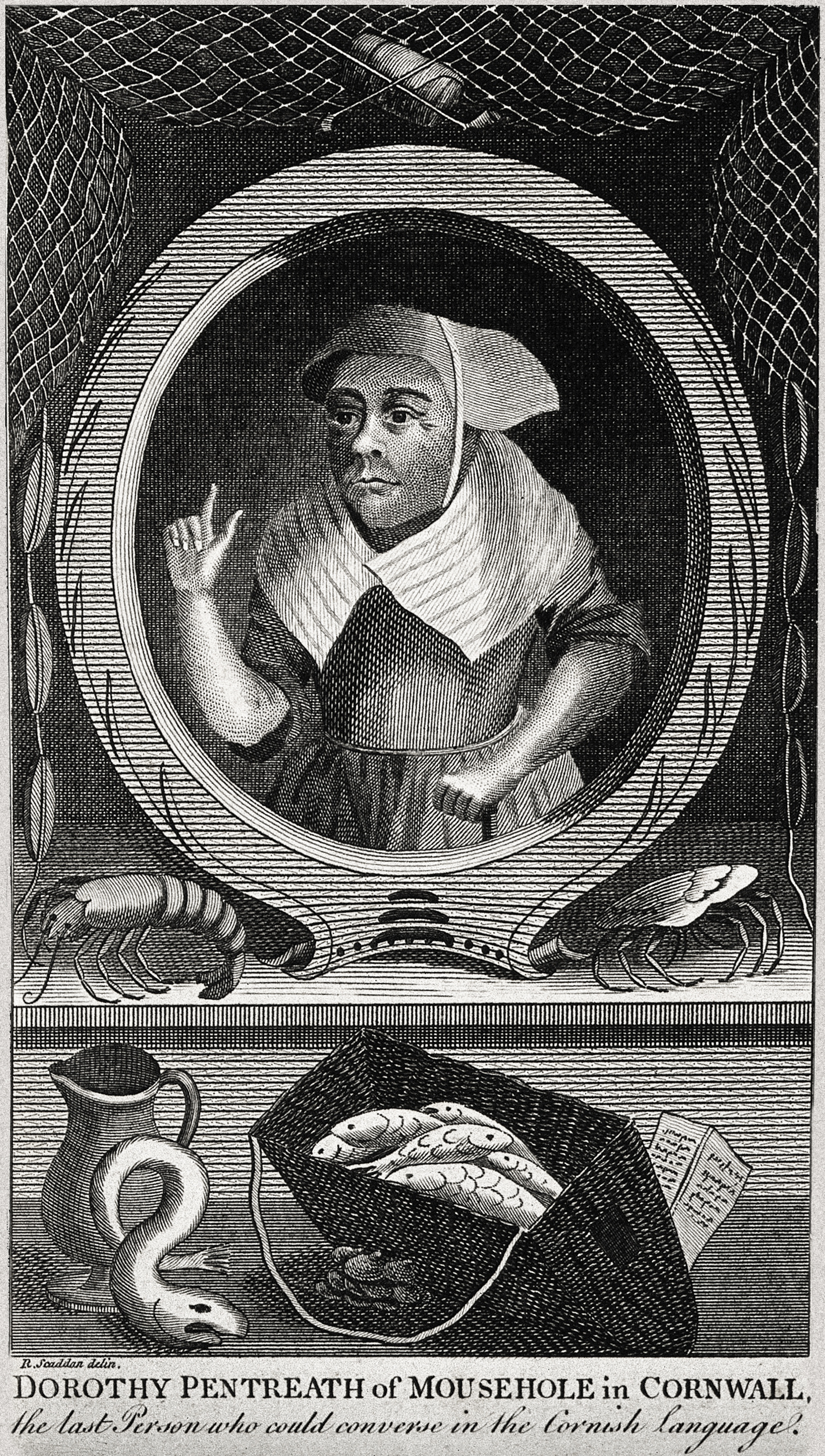
Dolly Pentreath, grabado de 1781.

Dolly Pentreath (1692-1777) está considerada como la última hablante nativa de córnico (es decir, la última persona que habló única o predominantemente córnico). Se dice que sus últimas palabras fueron "Me ne vidn cewsel Sawznek!" (¡Yo nunca hablaré inglés!). Es recordada en Cornualles por maldecir a los que se encontraba cuando estaba enfadada. Su muerte marcó el final del córnico como lengua viva.
Pentreath era una pescadera que vivió en la parroquia de Paul, cerca de Mousehole, donde está enterrada. En 1860 Luis Luciano Bonaparte, sobrino de Napoleón I de Francia, estableció un monumento en su honor en la iglesia del pueblo.
Al igual que ocurre con otros "últimos hablantes nativos", existe una cierta controversia sobre su estatus. William Bodinar (muerto en 1794) aprendió córnico de niño y, en 1776, lo recordaba lo suficientemente bien como para escribir una carta en dicho idioma. Posteriormente, el córnico mantuvo cierto uso, unas pocas personas lo aprendieron de forma aislada y algunas palabras de origen córnico se usan en el dialecto local del inglés. En la actualidad, algunos niños y jóvenes hablan distintas formas de córnico reconstruido como hablantes nativos.